# Elecciones parlamentarias de Israel de abril de 2019
Las elecciones para el vigésimo primer Knéset se desarrollaron el 9 de abril de 2019. Las elecciones se debían realizar en noviembre de 2019, pero se adelantaron luego de una disputa entre miembros del actual gobierno por un proyecto de ley sobre el servicio nacional para la población ultraortodoxa, así como por los cargos de corrupción inminentes contra el actual primer ministro Benjamin Netanyahu. Las elecciones resultaron en un parlamento colgado por la que el presidente Reuven Rivlin encomendó a Benjamin Netanyahu formar un gobierno de coalición, pero este fracaso en lograr dicha coalición y el parlamento se disolvió.

## Contexto
Avigdor Lieberman se había opuesto a un proyecto de ley (apoyado por partidos ultraortodoxos) que permitiría a los estudiantes de la Torá exenciones de servir en las Fuerzas de Defensa de Israel. Meretz y Yesh Atid presentaron una propuesta el 12 de marzo de 2018 en busca de la disolución del Knesset. Las elecciones anticipadas fueron finalmente evitadas.
Lieberman finalmente dejaría el gobierno por el alto el fuego con Hamás en Gaza. Esto deja a la coalición gobernante con 61 escaños (de un total de 120). La Casa Judía anunció el 16 de noviembre que dejaría el gobierno ya que Naftali Bennett (el jefe del partido) no recibió el antiguo cargo de Lieberman en el Ministerio de Defensa. Según se informa, Netanyahu no le dará el puesto a Bennett y, según se señalaba, se reunió con otros líderes de la coalición el 18 de noviembre para determinar la fecha de la elección anticipada. Sin embargo, después de una discusión adicional, Bennett decidió quedarse como ministro de Educación evitando de nuevo el colapso del gobierno de Netanyahu; no obstante, el 24 de diciembre se anunció el 9 de abril de 2019 como fecha de las nuevas elecciones.

## Sistema electoral
Los 120 escaños en el Knesset son elegidos por representación proporcional en una lista cerrada para una sola circunscripción nacional. El umbral electoral para la elección es de 3,25 %. En casi todos los casos, esto es equivalente a un tamaño mínimo de cuatro escaños, pero en raras ocasiones un partido puede terminar con tres.

## Elecciones primarias
Los partidos Likud, Laborista, La Casa Judía y Meretz tienen sistemas en los cuales el liderazgo y la mayoría de los candidatos son elegidos en las elecciones primarias internas del partido.
- La elección primaria del Likud fue preparada para el 23 de febrero de 2016, luego de la propuesta del primer ministro Benjamin Netanyahu, y luego fue cancelada por el tribunal del partido argumentando que de acuerdo con los estatutos del partido, no había necesidad de una votación cuando solo un candidato se postula, esto después de que Netanyahu fuese el único inscrito para participar en las primarias.[5][6]
- El partido La Casa Judía celebró sus primarias de liderazgo el 27 de abril de 2017. Naftali Bennett ganó con el 80,3 % de los votos, Yonatan Branski recibió el 12,2 % y Yitzhak Zagha recibió el 7,47 %.[7]
- El Partido Laborista celebró sus elecciones primarias de liderazgo el 10 de julio de 2017. Avi Gabbay derrotó a Amir Peretz en la segunda vuelta, e Isaac Herzog fue derrotado durante la primera ronda de votación.[8]
- El 22 de marzo de 2018, el partido Meretz celebró sus primarias de liderazgo. Tamar Zandberg ganó con el 71 % de los votos, Avi Buskila recibió el 29 %.[9]

## Resultados
|  | 26.5 % |

|  | 26.1 % |

|  | 6.0 % |

|  | 5.8 % |

|  | 4.5 % |

|  | 4.4 % |

|  | 4.0 % |

|  | 3.7 % |

|  | 3.6 % |

|  | 3.5 % |

|  | 3.3 % |

|  | 3.2 % |

|  | 2.7 % |

|  | 1.7 % |

|  | 0.1 % |

|  | 0.1 % |

|  | 0.1 % |

|  | 0.1 % |

|  | 0.1 % |

|  | 0.1 % |

|  | 0.0 % |

|  | 0.0 % |

|  | 0.0 % |

|  | 0.0 % |

|  | 0.0 % |

|  | 0.0 % |

|  | 0.0 % |

|  | 0.0 % |

|  | 0.0 % |

|  | 0.0 % |

|  | 0.0 % |

|  | 0.0 % |

|  | 0.0 % |

|  | 0.0 % |

|  | 0.0 % |

|  | 0.0 % |

|  | 0.0 % |

|  | 0.0 % |

|  | 0.0 % |

|  | 0.0 % |

|  | 99.3 % |

|  | 0.7 % |

|  | 100.00 % |

|  | 68.5 % |